# Unitech
Unitech is een van de grootste bedrijven voor de verkoop van Barcodescanners en pda's. Het bedrijf werd opgericht in 1979 in Taipei waar de hoofdzetel zich tot op heden bevindt. Het Europese hoofdkantoor is gevestigd in Tilburg.

## Producten
- Personal digital assistant
  - PA500I
  - PA690
  - PA550
  - PA968II
  - PA600MCA
  - PA600FSA
  - PA600 Standard
  - PA600 Phone Edition
- Barcodescanner
  - MS180
  - MS320
  - MS840
  - MS350
  - MS337
  - MS337H

## Concurrenten
Belangrijke concurrenten van Unitech zijn onder andere:
- Motorola